# Катена (Катанцаро)
Катена је насеље у Италији у округу Катанцаро, региону Калабрија.
Према процени из 2011. у насељу је живело 24 становника. Насеље се налази на надморској висини од 550 м.